# نادي سومر
نادي سومر الرياضي هو فريق كرة قدم عراقي مقره في القادسية، يلعب في الدوري العراقي الدرجة الثالثة.

## الملعب
تم افتتاح ملعب سومر بمباراة افتتاحية بين نادي سومر ونادي النجمة في ديسمبر 2018.

## روابط خارجية
- أندية العراق - تواريخ التأسيس